# Arquidiocese de Nairóbi
A Arquidiocese de Nairóbi (Archidiœcesis Nairobiensis) é uma circunscrição eclesiástica da Igreja Católica situada em Nairóbi, Quênia. Seu atual arcebispo é Philip Arnold Subira Anyolo. Sua Sé é a Catedral Basílica da Sagrada Família.
Possui 113 paróquias servidas por 658 padres, abrangendo uma população de 5 668 460 habitantes, com 55,8% da dessa população jurisdicionada batizada (3 164 900 católicos).

## História
A prefeitura apostólica de Zanguebar foi erigida em 26 de fevereiro de 1860, recebendo o território da Diocese de Saint-Denis de La Réunion.
Em 23 de outubro de 1883, a prefeitura apostólica foi elevada a vicariato apostólico.
Em 16 de novembro de 1887 cedeu uma parte do seu território em vantagem da ereção da prefeitura apostólica de Zanguebar Meridional (atual Arquidiocese de Dar-es-Salaam) e mudou seu nome para Vicariato Apostólico de Zanguebar Setentrional.
Mudou novamente seu nome, agora para Vicariato Apostólico de Zanzibar, em 21 de dezembro de 1906.
Em 24 de maio de 1929 por força do breve Quæ catholicæ do Papa Pio XI cedeu a Jubalândia ao vicariato apostólico de Mogadíscio.
Em 25 de março de 1953 o vicariato apostólico foi suprimido e, em seu lugar, foi erigida a arquidiocese metropolitana de Nairóbi com a bula Quemadmodum ad Nos do Papa Pio XII.
Posteriormente, cedeu várias partes do território a favor da ereção de novas circunscrições eclesiásticas, a saber:
- a Diocese de Mombasa e Zanzibar (atual Arquidiocese de Mombaça) em 8 de maio de 1955;
- a prefeitura apostólica de Kitui (hoje diocese) em 20 de fevereiro de 1956;
- a prefeitura apostólica de Ngong (hoje diocese) em 20 de outubro de 1959;
- a Diocesi de Nakuru em 11 de janeiro de 1968;
- a Diocese de Machakos em 29 de maio de 1969.

## Prelados
| #                        | Nome                                         | Período    | Notas                                          |
| Arcebispos               | Arcebispos                                   | Arcebispos | Arcebispos                                     |
| ------------------------ | -------------------------------------------- | ---------- | ---------------------------------------------- |
| 5º                       | Philip Arnold Subira Anyolo                  | 2021-      | Atual                                          |
| 4º                       | John Cardeal Njue                            | 2007-2021  | Arcebispo emérito                              |
| 3º                       | Raphael Simon Ndingi Mwana'a Nzeki           | 1997-2007  |                                                |
| 2º                       | Maurice Michael Cardeal Otunga               | 1971-1997  |                                                |
| 1º                       | John Joseph McCarthy, C.S.Sp.                | 1953-1971  |                                                |
| Arcebispos-coadjutores   |                                              |            |                                                |
|                          | Raphael Simon Ndingi Mwana'a Nzeki           | 1996-1997  |                                                |
|                          | Maurice Michael Otunga                       | 1969-1971  |                                                |
| Bispos-auxiliares        |                                              |            |                                                |
|                          | Wallace Ng’ang’a Gachihi                     | 2024       | Nomeado Bispo de Ordinariado Militar do Quênia |
|                          | Simon Peter Kamomoe                          | 2024-      | Atual                                          |
|                          | David Kamau Ng’ang’a                         | 1999-      | Atual                                          |
|                          | Anthony Ireri Mukobo, I.M.C.                 | 1999-2006  | Nomeado Bispo de Isiolo                        |
|                          | Alfred Kipkoech Arap Rotich                  | 1996-1997  | Nomeado Bispo de Ordinariado Militar do Quênia |
| Bispos                   |                                              |            |                                                |
| 7º                       | John Joseph McCarthy, C.S.Sp.                | 1946-1953  |                                                |
| 6º                       | John Heffernan, C.S.Sp.                      | 1932-1945  |                                                |
| 5º                       | John Gerald Neville, C.S.Sp.                 | 1913-1930  |                                                |
| 4º                       | Emile-Auguste Allgeyer, C.S.Sp.              | 1897-1913  |                                                |
| 3º                       | Jean-Marie-Raoul Le Bas de Courmont, C.S.Sp. | 1883-1896  |                                                |
| 2º                       | Antoine Horner, C.S.Sp.                      | 1872-1882  |                                                |
| 1º                       | Armand-René Maupoint                         | 1862-1871  |                                                |
| Administrador Apóstolico |                                              |            |                                                |
|                          | David Kamau Ng’ang’a                         | 2021       |                                                |